# ریجنت اسکوئر

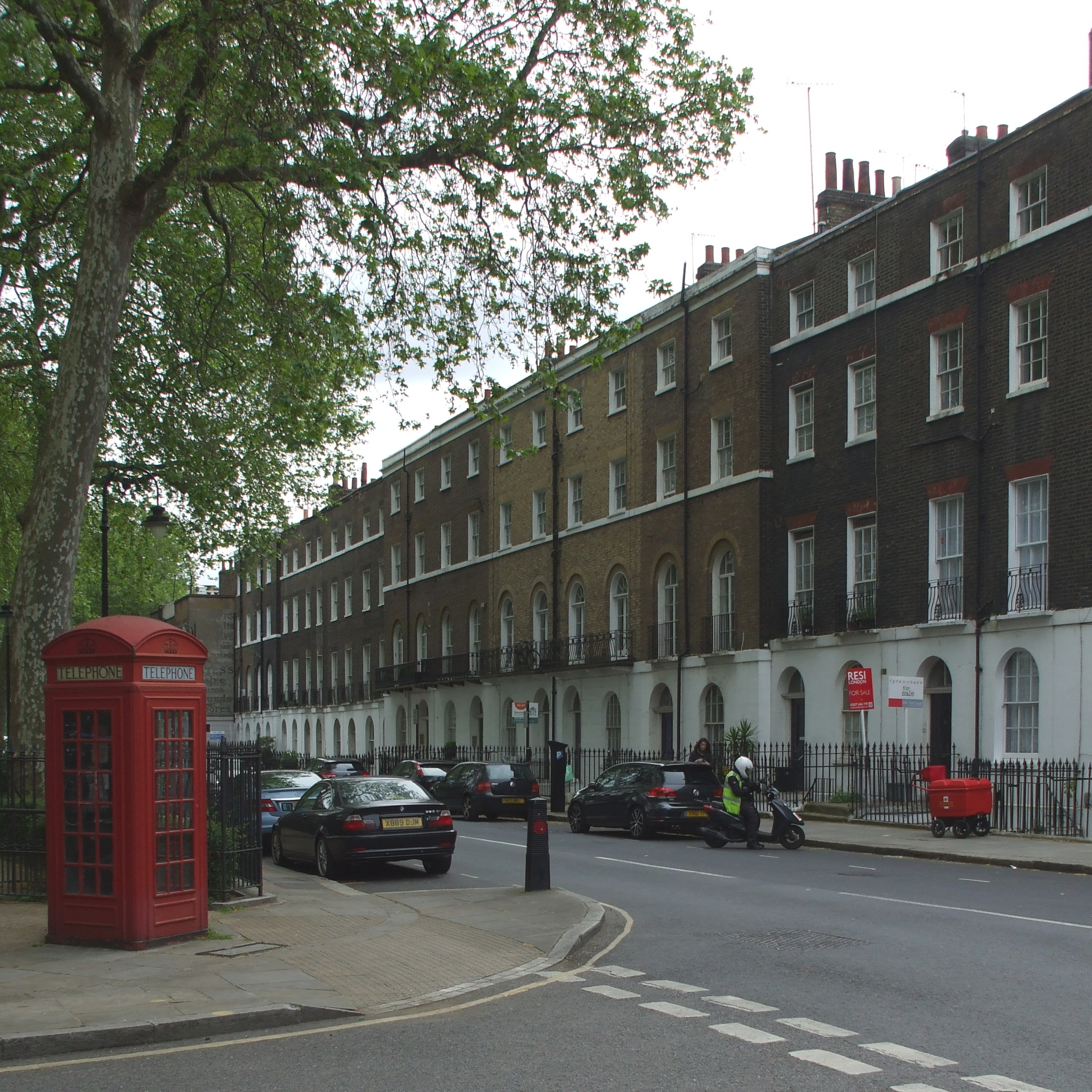
ضلع جنوبی ریجنت اسکوئر بنای فهرست‌شدهٔ درجه ۲ است و باجه تلفن هم جزء این فهرست است.

ریجنت اسکوئر (انگلیسی: Regent Square) یک میدان و خیابان در منطقه کمدن لندن است که در نزدیکی بلومزبری واقع شده‌است.
ریجنت اسکوئر در اطراف یک باغ بزرگ در املاک تاریخی هریسون قرار گرفت که نخستین بار در سال ۱۸۲۹ دارای سکنه شد و باغ میدان‌شکلی شبیه به باغ‌های معروف در غرب بلومزبری را تشکیل داد. ضلع جنوبی میدان از ساختمان‌های اصلی مسکونی تشکیل شده‌است و بنای فهرست‌شدهٔ درجه ۲ محسوب می‌شود. همچنین یک باجه تلفن در همین منطقه در این فهرست قرار دارد.
ریجنت اسکوئر منزلگاه «کلیسای ملی اسکاچ» - نخستین کلیسای پرسبیترینیسم گیلیک اسکاتلندی در لندن - بود که مابین سال‌های ۱۸۲۴ تا ۱۸۲۷ ساخته شد. ریجنت اسکوئر همچنین منزلگاه کلیسای سنت پیتر هم بود. هر دو کلیسای یادشده در جنگ جهانی دوم مورد اصابت بمب قرار گرفتند و متعاقباً تخریب شدند.